# Dialog Axiata
 (juin 2017).
Si vous disposez d'ouvrages ou d'articles de référence ou si vous connaissez des sites web de qualité traitant du thème abordé ici, merci de compléter l'article en donnant les références utiles à sa vérifiabilité et en les liant à la section « Notes et références ».
Dialog Axiata PLC (Sinhalese: ඩයලොග් ආසියාටා පීඑල්සී; Tamoul: டயலொக் ஆசியாடா பிஎல்சி (anciennement connu sous le nom de MTN Networks et Dialog Telekom), est le plus grand fournisseur de services de télécommunications au Sri Lanka avec 11,8 millions d'abonnés mobile. Dialog est une filiale d'Axiata Group qui possède une participation de 83,32 %. 
Dialog a été répertorié a la Bourse de Colombo en juin 2005. À partir de février 2017, Dialog Axiata a une capitalisation de 573 millions de dollars et elle est ainsi la 5e société cotée au Sri Lanka. En 2015, la marque "Dialog" a été évaluée à 204 millions de dollars américains et en tant que 3e marque du Sri Lanka par le magazine commercial LMD dans son étude annuelle.
Dialog fonctionne sur les réseaux de communication 2.5G, 3G, 3.5G et 4G LTE et est devenu le premier opérateur à lancer des opérations commerciales 3G et HSPA+ en Asie du Sud lors du déploiement du réseau le 16 août 2006. En avril 2013, Dialog Axiata a lancé son mobile 4G service LTE utilisant 10 Mhz de spectre dans la bande 1800 Mhz devenant le premier opérateur à lancer le réseau commercial FD-LTE en Asie du Sud fournissant initialement des débits de données de pointe de 50 Mbit/s, marquant ainsi sa position de leader technologique parmi ses pairs régionaux. 
En plus de son activité principale de téléphonie mobile, la société exploite un certain nombre de services, y compris Dialog TV, un service de télévision par satellite et Dialog Global qui fournit des services de télécommunication internationaux. Dialog Broadband offre des services internet à ligne fixe et à large bande, tandis que Dialog Tele-Infrastructure est le bras d'infrastructure de télécommunications de la société. 
Dialog a été le premier opérateur mobile à couvrir la péninsule de Jaffna dans le Nord du Sri Lanka dans les 90 jours de l'accord de cessez-le-feu en 2002 et à nouveau en 2009 Dialog a été le premier opérateur mobile à étendre son réseau GSM aux zones de la Province du Nord et de l'Est où la guerre a été présente, avec actuellement 80 % de parts de marché dans la région.
Dialog est également le partenaire officiel Sri Lankais de l'opérateur mobile Vodafone.